# The Living End (álbum de The Living End)
The Living End é o álbum de estreia da banda The Living End, lançado em 1998.

## Faixas
1. "Prisoner of Society" - 3:52
2. "Growing Up (Falling Down)" - 3:56
3. "Second Solution" - 3:00
4. "West End Riot" - 3:54
5. "Bloody Mary" - 3:45
6. "Monday" - 3:32
7. "All Torn Down" - 4:09
8. "Save the Day" - 2:56
9. "Trapped" - 3:26
10. "Have They Forgotten" - 3:13
11. "Fly Away" - 2:53
12. "I Want a Day" - 2:29
13. "Sleep on It" - 2:58
14. "Closing In" -	3:03

## Desempenho nas paradas musicais
| Parada musical (1999)            | Posições |
| -------------------------------- | -------- |
| Austrália - ARIA Charts          | 1        |
| Estados Unidos - Top Heatseekers | 33       |